# Francisco de Paula Massena Rosado
Francisco de Paula Massena Rosado foi um militar luso-brasileiro.
Coronel de Infantaria da Divisão de Voluntários Reais, foi promovido a Brigadeiro. Comandou a nona brigada, constituída de 3 batalhões de caçadores, dois deles parte do Corpo de Estrangeiros, participando da Guerra contra Artigas, na qual participou da tomada de Sacramento.
Foi um dos comandantes do Exército Brasileiro durante a Guerra Cisplatina. Substituiu em 3 de fevereiro de 1826 ao marechal José de Abreu Mena Barreto.
Sem vivência no campo estratégico e no Rio Grande do Sul cometeu inúmeros erros. Reuniu todas as forças disponíveis em Santana do Livramento, deixando a descoberto o resto da fronteira, a exceção de Jaguarão, onde ficou Bento Gonçalves e sua brigada.
Em 1 de janeiro de 1827 foi substituído pelo Visconde de Barbacena, ao qual entregou uma tropa em frangalhos.

## Fonte de referência
- SILVA, Alfredo P.M. Os Generais do Exército Brasileiro, 1822 a 1889, M. Orosco & Co., Rio de Janeiro, 1906, vol. 1, 949 pp.